# Merodon erivanicus
Merodon erivanicus är en tvåvingeart som beskrevs av Paramonov 1925. Merodon erivanicus ingår i släktet narcissblomflugor, och familjen blomflugor.
Artens utbredningsområde är Armenien. Inga underarter finns listade i Catalogue of Life.